# アクティヴ (駆逐艦)
アクティヴ (HMS Active, H14) はイギリス海軍の駆逐艦。A級。その名を持つ艦としては10隻目。

## 建造と設計
アクティヴは第一次世界大戦後初の駆逐艦の1つとして、1928年3月6日にイギリス海軍によって発注された。同年7月10日にニューカッスルのホーソン・レスリー社で起工され、1929年7月9日に進水し、1930年2月9日に「H14」のペナント・ナンバーで就役した。この船はA級駆逐艦の中で最初に完成した船であった。
他のA級駆逐艦同様、アクティヴの主砲は低角度（30°）の台座に設置された対艦専用の4.7 in (120 mm)砲4基で構成されており、対空装備としてヴィッカース QF 2ポンド砲を搭載していた。「21インチマークV」という魚雷を搭載するために、2つの四重台座に21 in (533 mm)の魚雷発射管を合わせて8本設置された。当初はソナーは設置されておらず、後に搭載できるように準備は行われた。同時に、対潜装備として6本の爆雷と3本の爆雷シュートが備えられた。高速で掃海を行うための装備も搭載された。
アクティヴは、アドミラルティ型三胴式ボイラー3基を備えたパーソンズ社製の蒸気タービン2基を動力としていた。タービンは34,000軸馬力 (25,000 kW)を出力し、設計速度は35.25ノット (65.28 km/h; 40.56 mph)であった。1929年12月に行われた試験では、36.73ノット (68.02 km/h; 42.27 mph)に達した。

## 歴史

### 大戦前
就役後に第3駆逐群の1隻として加わり、改修期間を除いて1939年まで地中海艦隊で活動した。1932年4月4日に、アクティヴはサントロペ沖にて同じA級駆逐艦のアケイティーズと衝突したものの、被害は限定的であった。1936年6月にはパレスチナ独立戦争に対応するためにパレスチナ沖を巡回し、スペイン内戦発生後は、1936年9月から1937年1月までスペインの海域を巡回した。
1937年2月16日に、アクティヴは操縦桿が「高速」の状態で故障したため、ウースターと衝突した。今回の被害は深刻であり、アクティヴは同年6月までマルタにて修理され、その後、1938年10月にマルタの予備軍に配属されるまで第2駆逐群に配属された。

### 大戦開始後
第二次世界大戦が勃発するとジブラルタルを拠点とする第13駆逐群に配属され、その後H部隊に配属された。1940年にはカタパルト作戦に参加しメルセルケビールでフランス艦隊と戦った。1941年にはビスマルク追撃戦に参加している。
1942年、アクティヴはマダガスカルの戦い（アイアンクラッド作戦）に参加。その際、5月8日にアクティヴと駆逐艦パンサーは空母インドミタブルを攻撃したフランス潜水艦モンジュを撃沈した。10月8日、ケープタウンを拠点に活動中であったアクティヴは、ペナンへ向かう途中のドイツ潜水艦U-179を沈めた。
戦争の残りの期間、アクティヴは主にイギリス・シエラレオネ間で護衛任務に従事した。1943年5月23日、フィニステレ岬西方沖でアクティヴとフリゲートネスはイタリア潜水艦レオナルド・ダ・ヴィンチを沈めた。また、アクティヴは1943年11月2日にタンジール付近でドイツ潜水艦U-340を沈めた。
アクティヴは1947年5月に退役し、スクラップとして売却された。